# Мизрахи (движение)
Мизрахи (מִזְרָחִי, аббревиатура термина מֶרְכָּז רוּחָנִי, Мерказ рухани — «духовный центр»; слово имеет также значение «восточный») — религиозно-сионистская организация и движение, созданное в Вильнюсе в 1902 году на международной конференции религиозных сионистов, созванной рабби Ицхаком Яковом Рейнзем.
«Бней Акива», созданная в 1929 году, являлась молодёжным движением, ассоцирующим себя с «Мизрахи». Обе организации до недавнего времени являлись международными движениями[уточнить].
Согласно идеологии «Мизрахи», принципы Торы должны быть в центре сионистского движения. Еврейский национализм является средством достижения религиозных целей. «Мизрахи» была первой официальной религиозной сионистской партией, которая основала Министерство по делам религий Израиля и активно продвигала законы, связанные с соблюдением кашрута и шаббата на рабочих местах.
До создания государства Израиль в 1948 году партия играла большую роль в создании сети религиозных школ, которые существуют и по сей день. На выборы в кнессет 1-го созыва партия шла в составе Объединённого Религиозного фронта. В выборах 1951 года партия участвовала самостоятельно.
В 1956 году объединилась с партией «Ха-поэль ха-мизрахи» и другими политическими течениями религиозных сионистов в Национально-религиозную партию Израиля (МАФДАЛ).

## Критика
Раввин Х. И. Эйсс критиковал данные движения и организацию.